# Bloggers Night!!
『Bloggers Night!!』（ブロガーズナイト）は、TOKYO FMで金曜日の25:00～25:30（深夜1時台）に生放送されていたラジオ番組。DJはかつてJFNで放送されていたBPR5000のDJとして知られるつるの剛士で、BPR終了後、これがDJ復帰の番組である。
実質の後番組は、2008年4月開始の「ビックウイン つるの剛士 ほっと。MUSIC!」(金曜日26:00～26:30)

## 番組概要
- 構成担当放送作家はBPR5000の水曜日を担当し、現在はやまだひさしのラジアンリミテッドDXやORANGE RANGE ラジオ～コンタクト を担当している田澤が担当していた。
- この番組はスポンサーにJenka.comを運営しているジェンカが付いており、番組ブログと連動していた。
- 毎回の放送終了後につるのが番組ブログに書き込みをしていた。また、初期から中期は放送前や放送が空いている時にもつるのや番組スタッフがブログに書き込みをした事がある。
- ジェンカには無料で登録が出来、番組リスナーのブログにつるのが足跡を残しに行った事がある。

## コーナー
- つるのの一声

番組ブログにあるアバターを使って、このアバターが何を言っているのか報告してもらうネタコーナー。アバターの状況と関係無しに面白いネタが読まれる事が多く、中期はアルビレックス新潟の外国人選手、末期はやまだひさしやgood morning! That's wakeman showのDJで知られる蒲田健いじりのネタが多く読まれていた。BPR時代に関わったギターウルフのセイジやしんドルのDJであった下川みくにをネタにしたのが読まれた事があり、つるのが懐かしがっていた事があった。
- クイズ、ぷっぷくぷ～！！

内容はBPR水曜日に行っていた「天才たけしの元気が出るクイズ」とほぼ同じで、「天才～」と違う所は最後の問題がつるのが管楽器を吹いて、何と言っているのか当てる内容に変わっている。

## 番組で行った企画
- 「鬼」シリーズ

2006年2月3日と3月3日に「笑いの鬼」、2月17日に「恋の鬼」、2月24日に「お題の鬼」を実施。「笑いの鬼」はつるのが鬼となり、リスナーからのネタに笑わないようにし、笑うとスタッフから豆がそのネタを送って来たリスナーの年の数だけ投げられた。ネタを送って来たリスナーの大半は年齢を変えており、年齢を見ただけでつるのが笑い、豆を投げつけられる事が多かった。3月3日の放送では女子限定で受け付けたが、性別を変えたり、普段使っているラジオネームに「子」などを入れて女子になりきってネタを出したリスナーがいた。
つるのがネタを読んで、よく笑ったため、放送終了後はスタジオの中は投げられた豆だらけになったという。「恋の鬼」はリスナーからの恋愛相談につるのが答える形で行われ、リスナーからの恋愛相談につるのが真剣になって答えていた。だが、最初につるのがかつてananでインタビューした内容がリスナーから送られて来て、つるのが苦笑いした。「お題の鬼」は番組で発表された幾つかのお題のうち、1つのお題についてリスナーがメッセージを書いて送るという内容だったが、発表されたお題の中に「ドラゴンボールの在りかを教えて」というのがあり、蒲田が持っているとかやまだひさしが持っているなどの情報が送られ、その後もドラゴンボール情報が送られて来たことから、3月17日の放送でテーマにされた。（この時に蒲田ややまだの証言が番組内で流れた。）鬼ではないが、番組最終回はつるのが「王」となり、メッセージを読むごとに1枚ずつ脱いで行き、最後は作家の田澤まで巻き込みほぼ全裸の状態になって番組は終了を迎えた。
- つるのの娘の名前を考えよう

初期はつるのの長女の誕生が間近に迫っていた時期であり、フリーテーマでつるのの娘の名前をネタにしたのが送られて来た事があり、11月4日の放送でつるのに内緒で娘の名前を募集。送られて来たネタを読んでつるのは何度も爆笑していた。その後も「つるののひと声」やフリーテーマでつるのの娘の名前ネタが度々送られて来たが、2006年1月に長女が誕生した。しかし、長女が誕生した後も娘の名前ネタは止む事は無かった。

## 番組に出演したゲスト
- 江川達也（ジェンカのアバターデザインを担当。）
- 細美武士（ELLEGARDENのボーカル。「SXSW 2006 Music Festival」前にゲストで登場。）